# Лакав (Арьеж)
Лака́в (фр. Lacave) — коммуна во Франции, находится в регионе Юг — Пиренеи. Департамент коммуны — Арьеж. Входит в состав кантона Сен-Лизье. Округ коммуны — Сен-Жирон.
Код INSEE коммуны — 09148.

## Население
Население коммуны на 2008 год составляло 120 человек.
| 1962 | 1968 | 1975 | 1982 | 1990 | 1999 | 2008 |
| ---- | ---- | ---- | ---- | ---- | ---- | ---- |
| 102  | 135  | 123  | 148  | 109  | 116  | 120  |

## Экономика
В 2007 году среди 67 человек в трудоспособном возрасте (15—64 лет) 49 были экономически активными, 18 — неактивными (показатель активности — 73,1 %, в 1999 году было 67,2 %). Из 49 активных работали 44 человека (23 мужчины и 21 женщина), безработных было 5 (2 мужчины и 3 женщины). Среди 18 неактивных 7 человек были учащимися или студентами, 7 — пенсионерами, 4 были неактивными по другим причинам.